# Milena Greppi
Milena Greppi (* 8. Juli 1929 in Mailand; 13. Dezember 2016 ebenda) war eine italienische Hürdenläuferin und Sprinterin.
Bei den Olympischen Spielen 1952 erreichte sie über 80 m Hürden das Halbfinale und schied in der 4-mal-100-Meter-Staffel im Vorlauf aus.
1953 gewann sie über 80 m Hürden Bronze bei der Internationalen Universitätssportwoche. Bei den Leichtathletik-Europameisterschaften 1954 in Bern gewann sie Bronze in der 4-mal-100-Meter-Staffel, scheiterte jedoch über 80 m Hürden in der ersten Runde. 1955 siegte sie bei der Internationalen Universitätssportwoche über 80 m Hürden.
Bei den Olympischen Spielen 1956 wurde sie Fünfte in der 4-mal-100-Meter-Staffel und schied über 80 m Hürden im Vorlauf aus.
Von 1952 bis 1956 wurde sie fünfmal in Folge Italienische Meisterin über 80 m Hürden.

## Persönliche Bestzeiten
- 100 m: 12,1 s, 13. September 1953, Triest
- 80 m Hürden: 11,2 s, 23. Juni 1957, Bukarest